# El Anceur
El Anceur (în arabă العنصر) este o comună din provincia Bordj Bou Arreridj, Algeria.
Populația comunei este de 14.739 de locuitori (2008).